# Seilkopffjella
Seilkopffjella är en bergstopp i Antarktis. Den ligger i Östantarktis. Norge gör anspråk på området. Toppen på Seilkopffjella är 1 889 meter över havet.
Terrängen runt Seilkopffjella är kuperad åt nordost, men åt sydväst är den platt. Trakten är obefolkad. Det finns inga samhällen i närheten. 